# أوزفالد ليات
أوزفالد ليات (بالفرنسية: Osvalde Lewat)‏ هي مخرجة ومصورة وثائيقية كاميرونية ولدت في غاروا عام 1976 ونشأت ياوندي.

## السيرة الذاتية
ولدت أوزفالد ليات في غاروا -الكاميرون في عام 1976. نشأت في مدينة ياوندي، وفي تلك الفترة أظهرت اهتمامًا مبكرًا بالتصوير الفوتوغرافي، درست في باريس وبعد تخرجها من الجامعة عادت إلى الكاميرون عام 2000 للعمل في صحيفة في الكاميرون. بدأت في صنع أفلام وثائقية بعد عدة سنوات من العمل كصحافية.
درست صناعة الأفلام الوثائقية في كندا حيث بدأت تصوير فيلمها الوثائقي الأول ومن خلاله توضح تهميش الأمريكيين الأصليين في أمريكا، وحصل الفيلم على جائزة لحقوق الإنسان في مهرجان مونتريال السينمائي الدولي في عام 2003.

## روابط خارجية
- أوزفالد ليات على موقع IMDb (الإنجليزية)
- أوزفالد ليات على موقع قاعدة بيانات الفيلم (الإنجليزية)